# Acrocercops crystallopa
Acrocercops crystallopa là một loài bướm đêm thuộc họ Gracillariidae. Nó được tìm thấy ở Karnataka, Ấn Độ. Nó được miêu tả bởi Edward Meyrick năm 1916. Ấu trùng ăn Memecylon amplexicaule và Memecylon edule.